# وائل كفوري
ميشال إميل كفوري (وُلد في 14 سبتمبر 1974)، المعروف باسم وائل كفوري، مغني لبناني.

## حياته
والده إيميل كفوري ووالدته هدى شربل، لديه أختان وأخ واحد «ريما، ميرنا، وميلاد» وهو الثاني بين إخوته بعد ريما وتأتي بعده ميرنا ثم أخوه ميلاد، ينتمي إلى طائفة الروم الملكيين الكاثوليك.
تعلم أداء المواويل من والده السيد إيميل، عندما أنهى دراسته الثانوية، ذهب إلى بيروت لإكمال دراسته في كلية روح القدس بجامعة الكسليك
و في هذه الأثناء سمع عن برنامج ستوديو الفن للمخرج سيمون أسمر وشارك فيه بدورته 92/93 الذي شارك فيه في نفس الدورة: ديانا حداد - كلودا الشمالي -اليسا - كاتيا حرب -جوانا ملاح - معين شريف - كاتيا فرح
وفاز بالميدالية الذهبية بالإضافة لتكريم من اللجنة ع وقال عنه الفنان روميو لحود

### حياته الأسرية
تزوج من أنجيلا جورج بشارة في أواخر يناير 2011 مدنيا في قبرص بعد شائعات عدة طالت زواجهما موضحاً أنه تزوج سراً لأنه تربى على الخصوصية، وقال إنه لهذا السبب لا يظهر زوجته في وسائل الإعلام بالإضافة إلى إنها هي نفسها لا تحب الظهور. رزقا بابنتهما الأولى واسماها«ميشيل» بناء على رغبة زوجته في يوم عيد ميلاده الموافق في 14 سبتمبر 2014 أشيع بعدها خبر طلاقه عام 2013 لكن وائل ومدير أعماله قاما بنفي الخبر حيث استغلّ لحظة استلامه جائزة «الموريكس دور» كأفضل فنان لبناني وبوجود عدد كبير من الوسائل الإعلامية للإعلان عن إهداء الجائزة إلى زوجته وابنته. في أكتوبر 2014 اشيع خبر انفصاله عن زوجته، بعد ارتباطه بعلاقة حب وطيدة مع ملكة جمال الشرق الأوسط المغربية أحلام حجي ومؤسسة جمعية «أحلام الطفولة» التي تعنى بالأطفال العرب الأيتام في أوروبا. ووصل الأمر إلى مرحلة الزواج في قبرص بعد أن التقيا في الإمارات العربية المتحدة إلى أن أوضح مدير أعماله السيد إدي غانم أن هذا الخبر غير صحيح وأن وائل لم يطلّق حتى يتزوج. أشيعت أخبار عن ارتباطه بعلاقات حب بفنانات مثل نوال الزغبي، مايا ديابوآخرهن اليسا وفي الأول من يونيو عام 2016رزق بابنته الثانية وأطلق عليها اسم ميلانا.

## مشواره الفني
بعد ستوديو الفن حقق انتشارا وشهرة بعد إصداره أغنيته الأولى (ما وعدتك بنجوم الليل)
أطلق البومه الأول شافوها وصارو يقولوا عام 1994، أنهى خدمته العسكرية في نهاية عام 1997 وأطلق ألبومه 12 شهر الذي يحوي جميع الأغاني التي غناها خلال فترة الجيش مثل؛ أغنية «عيد الاستقلال» و«عيد العشاق» و«رسالة إلى أمي» توالى بعدها في إصدار الألبومات شارك بالعديد من المهرجانات العربية مثل مهرجان جرش في الأردن ومهرجان قرطاج في تونس

### أغاني مشتركة
عام 1996 قدم ديو مين حبيبي أنا حيث جاء المخرج سيمون أسمر بفكرة عمل (دويتو) بين وائل كفوري ونوال الزغبي
في عام 1998 قدم دويتو بعنوان وصية حب مع ديانا حداد وكانت الأغنية خاصة للملكة رانيا العبد الله.
قدم دويتو لأغنيته (شو قيمة النظرة) مع الفنانة ماري سليمان أثناء تسلمه جائزة الموريكس دور الذهبية عن أفضل أغنية لبنانيه للعام 2010
في ديسمبر عام 2014 تم تسريب أغنية دويتو بصوته مع يارا بعنوان «بعيونى» كان قد تم تسجيلها قبلها بعامين وكان من المفترض طرحها رسميا، إلا أنه طلب بشكل ودي من يارا وفريق العمل فيما بعد عدم رغبته في طرح الأغنية، رغم أنه أعلن بشكل غير مباشر من قبل عن طريق أثناء استضافتها في برنامج نيشان منذ عامين أن تتحدث عن هذا الدويتو وهو ما فعلته يارا وقتها، إلا أن رأيه تغير بعد ذلك الأمر الذي أثار غضبه.

## الألبومات
| العام | الألبوم             | المنتج                  |
| ----- | ------------------- | ----------------------- |
| 1994  | شافوها وصارو يقولوا | ميوزيك بوكس انترناشونال |
| 1995  | ميت فيكي            | ميوزيك بوكس انترناشونال |
| 1996  | بعد السنتين         | ميوزيك بوكس انترناشونال |
| 1996  | 12شهر               | ميوزيك بوكس انترناشونال |
| 1998  | شباك الحب           | ميوزيك بوكس انترناشونال |
| 1999  | حكاية عاشق          | ميوزيك بوكس انترناشونال |
| 2000  | سألوني              | روتانا                  |
| 2001  | شو رأيك             | روتانا                  |
| 2003  | عمري كلو            | روتانا                  |
| 2004  | قرب لي              | روتانا                  |
| 2006  | بحبك أنا كتير       | روتانا                  |
| 2008  | بيحن                | روتانا                  |
| 2009  | سنجل                | روتانا                  |
| 2010  | حكم القلب           | روتانا                  |
| 2012  | وائل 2012           | روتانا                  |
| 2014  | الغرام المستحيل     | روتانا                  |
| 2017  | W                   | روتانا                  |

## فيديو كليبات
| الأغنية                            | العام | المنتج           | المخرج         |
| ---------------------------------- | ----- | ---------------- | -------------- |
| بعترفلك                            | 1994  | ميوزيك بوكس      | سيمون أسمر     |
| ميت فيكي                           | 1994  | ميوزيك بوكس      | سيمون أسمر     |
| بيقولوا                            | 1995  | ميوزيك بوكس      | سيمون أسمر     |
| مملكتي السعيدة                     | 1995  | ميوزيك بوكس      | سيمون أسمر     |
| ليل ورعد وبرد                      | 1995  | ميوزيك بوكس      | سيمون أسمر     |
| على بابك                           | 1995  | ميوزيك بوكس      | رجا زهر        |
| مكتوبك مليان دموع                  | 1995  | ميوزيك بوكس      | رجا زهر        |
| انا رايح بكرا عالجيش               | 1996  | ميوزيك بوكس      | رجا زهر        |
| ناداني الشوق                       | 1996  | الفضائية المصرية | عادل عوض       |
| مين حبيبي أنا (ديو) مع نوال الزغبي | 1997  | ميوزيك بوكس      | سيمون أسمر     |
| الشوق                              | 1998  | art الموسيقى     | محمد العجمي    |
| حكاية عاشق                         | 1999  | art الموسيقى     | طوني أبو الياس |
| كل ما بتشرق                        | 1999  | art الموسيقى     | طوني أبو الياس |
| سألوني                             | 2000  | روتانا           | طوني أبو الياس |
| بتحبيني                            | 2000  | ال بي سي         | ميشلين الدمعة  |
| شو رأيك                            | 2001  | روتانا           | طوني أبو الياس |
| بهواكي                             | 2001  | art الموسيقى     | وليد ناصيف     |
| عمري كلو                           | 2002  | روتانا           | طوني أبو الياس |
| مزعل كل البنات                     | 2002  | art الموسيقى     | طوني أبو الياس |
| قرب لي                             | 2004  | روتانا           | سعيد الماروق   |
| تبكي الطيور                        | 2003  | روتانا           | طوني أبو الياس |
| بحبك انا كتير                      | 2006  | روتانا           | سعيد الماروق   |
| قصة بطل                            | 2007  | ال بي سي         | طوني قهوجي     |
| شو مبكيكي                          | 2010  | بيبسي            | أحمد المهدي    |
| اوبريت الجيش                       | 2012  | أرابيكا          | وليد ناصيف     |
| الغرام المستحيل                    | 2015  | روتانا           | حسن غدار       |
| كيفك يا وجعي                       | 2015  | روتانا           | حسن غدار       |
| البنت القوية                       | 2021  | إنتاج خاص        |                |
| ست الكل                            | 2022  | إنتاج خاص        |                |
| الوقت هدية                         | 2024  | إنتاج خاص        | دان حداد       |
| لآخر دقة                           | 2024  | إنتاج خاص        | عبدالله غانم   |

## أغاني مسلسلات
- 2021: كلنا مننجر داون تاون
- 2022: أوعا تخاف من إلى

## الإعلانات التجارية
- 2006: اختارته شركة ميرز السويسريه للساعات ليكون الوجه الإعلاني الأول لها في الشرق الأوسط ضمن حملة كبيرة على صفحات المجلات وفي طرقات البلدان العربية وقد تم تصوير الفوتو بلبنان تحت إدارة مخرج عالمي
- 2007: قامت شركة بيبسي العالمية وبعد عدة محاولات سابقه منهم في عام الـ2004 والـ2005
- عقدا مع شركة ال جي للهواتف النقالة ليكون سفيرها وقام بتصوير إعلان تلفزيوني لصالح هذه الهواتف وقامت شركة ال جي بحملة ضخمة لوائل كفوري تخللها مسابقات وحفلات وإعلانات

## التجربة السينمائية
- 2008: شارك في فيلم بحر النجوم كأول تجربة سينمائية يخوضها، وكان دوره استعراضي في الفيلم، حيث أنه قام بأداء شخصيته الحقيقية[11]

## تحكيم برامج المواهب
شارك وائل كعضو لجنة تحكيم في برامج المواهب الغنائية، ومنها:-
- برنامج إكس فاكتورThe X factor بنسخته العربية، سي بي سي، 2013
- برنامج عرب ايدول الموسم الثالث، إم بي سي، 2014، الموسم الرابع إم بي سي، 2017.

## الألقاب
لقب بعدد من الألقاب عبر بعض الملحنين مثل «العندليب الطائر» من قبل الملحن شاكر الموجي، «كامل الأوصاف» من قبل الملحن وسام الأمير، لقب أيضا عبر إحدى المطبوعات اللبنانية «ربيع قلب الشباب».. كما لقب عبر جمهوره بملك الرومانسية أو بملك الإحساس.

## وصلات خارجية
- وائل كفوري على موقع IMDb (الإنجليزية)
- وائل كفوري على موقع قاعدة بيانات الأفلام العربية
- وائل كفوري على موقع ميوزك برينز (الإنجليزية)
- وائل كفوري على موقع ديسكوغز (الإنجليزية)